# بیابان باخا کالیفرنیا

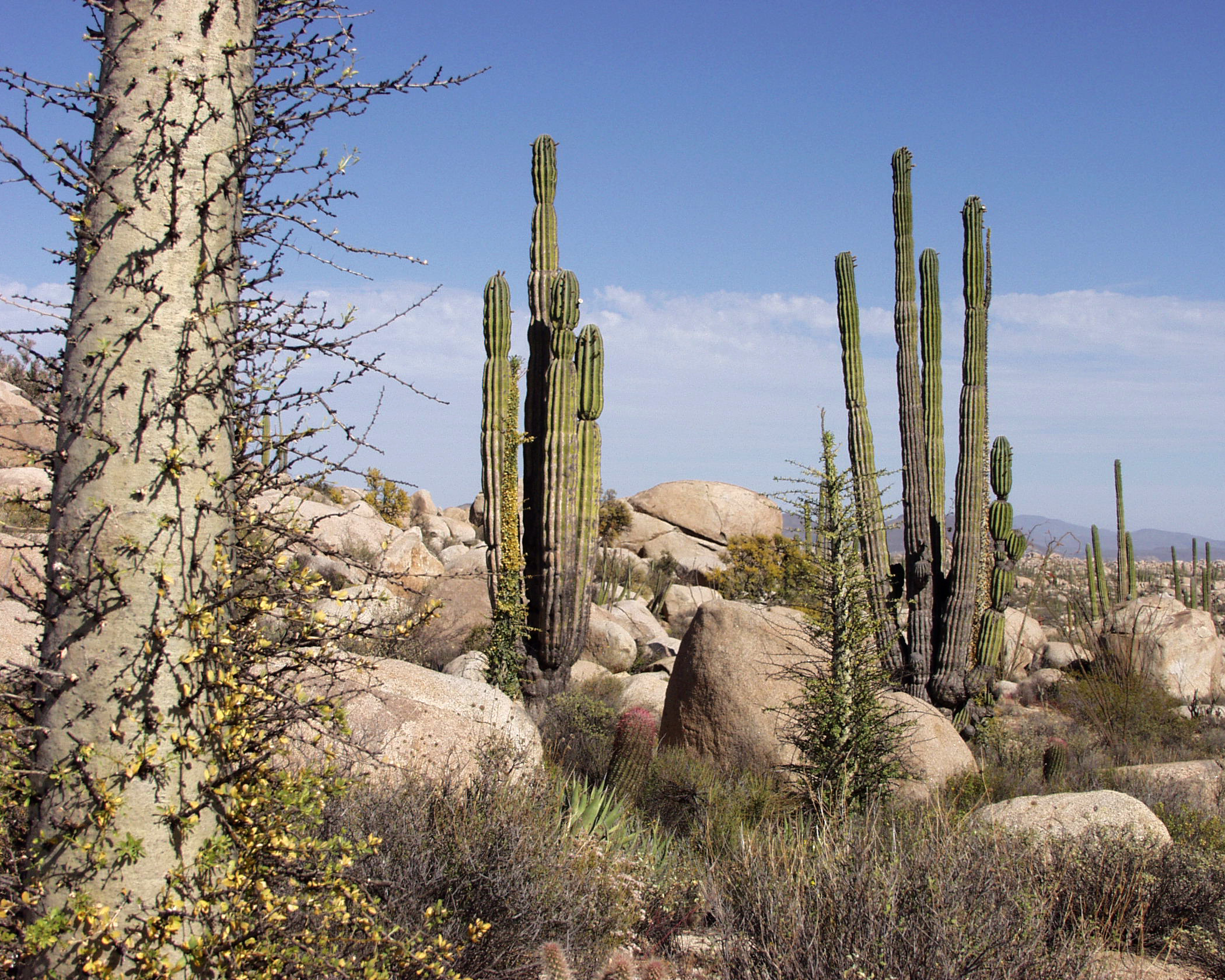

بیابان باخا کالیفرنیا (انگلیسی: Baja California Desert) بیابانی است در شبه‌جزیره باخا کالیفرنیا در مکزیک. این ناحیه بیابانی بخش غربی شبه‌جزیره یادشده را اشغال می‌کنند و بیشتر مساحت دو ایالت باخا کالیفرنیا و باخا کالیفرنیا سور مکزیک در آن قرار گرفته‌است.
مساحت این بیابان ۷۷ هزار و ۷۰۰ کیلومتر مربع است. آب و هوای آن خشک است اما در نواحی نزدیک‌تر به اقیانوس آرام به اعتدال می‌گراید و رطوبت بیشتری پیدا می‌کند. پوشش گیاهی آن بیشتر از گونه‌های خشک‌زی تشکیل شده و بیش از ۵۰۰ گونه گیاه آوندی در این بیابان شناسایی شده‌است.